# Sauvagnas
Sauvagnas é uma comuna francesa na região administrativa da Nova Aquitânia, no departamento Lot-et-Garonne. Estende-se por uma área de 13,78 km². Em 2010 a comuna tinha 539 habitantes (densidade: 39,1 hab./km²).